# Fekete József (szobrász)
Fekete József Tusnadi (Vajdahunyad, 1903. június 15. – Nagyvárad, 1979. október 12.) szobrász, a modern romániai szobrászat kiemelkedő egyénisége.
Apja Fekete József a székelyföldi Tusnádról, Vajdahunyadon kohómunkás, anyja Járdányházi Júlia. 6 gyermeket neveltek. Gimnáziumba Csíkszeredában járt, de az 1916-os frontbetörés miatt iskolájukat Udvarhelyre és Gyulafehérvárra költöztették. 1918-ban beállt lakatosinasnak a vasgyárba. Bukarestben 1921 és 1927 között Dimitrie Paciurea, Ion Jalea és Oscar Han tanítványa volt a Belle Arte művészeti egyetemen. Itt saját vallomása szerint ő volt az első magyar hallgató. Bukarestben 20 évet élt, az 1941. januári véres vasgárdista pogrom miatt elhagyta a román fővárost. Budapesten 4 évet élt, majd 1945-től Nagyváradon, az Iparművészeti Iskolában tanított. Műterme előbb a nagyposta épületében, majd a Nagyvásár téri Ulmann Palotában (akkor már bérház) volt.
1952-ben a Román Népköztársaság Állami Díja elismerésben részesült.

## Főbb művei
- Don Quijote, 1933, a Román Nemzeti Múzeum tulajdona.
- Agár, bronz, 1935, a Román Nemzeti Múzeum gyűjteménye.
- Horváth Imre (költő), büszt, 1170 mm, a nagyváradi Körösvidéki Múzeum tulajdona.
- Ugh Lomhi, 1937, H. G. Wells nyomán, bronz, a Román Nemzeti Múzeum tulajdona.
- Horea, Cloșca és Crișan obeliszkje, Gyulafehérvár (1937)
- Dózsa György megkoronázása Temesváron, Budapest (1943)
- Juhász és kutyája, márvány, 1962, a nagyváradi Körösvidéki Múzeum tulajdona.
- Bartók Béla, büszt, fa, 1975, a nagyváradi Körösvidéki Múzeum tulajdona.
- Ady Endre, fejszobor, Budapest (1943)
- Cigánylány, 1942, a Magyar Nemzeti Galéria gyűjteménye.
- Petőfi Sándor, életnagyságú szobor, patinázott gipsz, kiállítva 1951, Nagyvárad. (A szobor ismeretlen helyen van.)
- A repülősök emlékműve, 20 m magas, Bukarest (1928–1930). A három pilóta és az 5 m magas Ikarusz-szobrok szerzői joga Fekete József szobrászművész jogvédett alkotása, 2049-ig védett. Lidia Kotzebue Suhanov orosz emigráns mint megbízott vállalkozó II. Károly román király és Jean Cantacuzino bizalmasa volt, sem szobrász, sem építész képesítéssel nem rendelkezett.[4]
- Páduai Szent Antal, nagyméretű faszobor, Újvidék, katolikus templom (1943)
- Mark Twain, mellszobor, a bukaresti Herăstrău parkban (1951)
- Iosif Vulcan, mellszobor, Nagyvárad (1960)
- George Enescu, mellszobor, Püspökfürdő (1962)
- Fráter Erzsébet, Madách Imre nejének nyughelye Nagyváradon, a várad-olaszi temetőben (1964). Áthelyezve a várad-olaszi katolikus templomba.
- Ady Endre, mellszobor, Érmindszent (1977)
- A Fekete család nagyméretű síremléke, márvány, Vajdahunyad.

## Emlékezete
- Műveiből állandó kiállítás tekinthető meg a nagyváradi Körösvidéki Múzeumban.